# Córdoba tartomány (Argentína)
Córdoba  egyike Argentína 23 tartományának.

## Földrajz
Az ország középső részén helyezkedik el.

## Története
Amikor a spanyolok a régi Peruban letelepedtek, utat kerestek az Atlanti-óceánhoz, Río de la Plata kikötőjéhez, hogy a perui aranyat és ezüstöt arra szállítsák Európába. Ezen az útvonalon alapították 1573. július 6-án a mai Córdoba várost.
A jezsuiták 1599-ben kolostort alapítottak itt. Itt alapították 1622-ben Argentína első egyetemét, a mai Córdobai Nemzeti Egyetemet. 1761-ben kezdte működését az egyetemi nyomda.
1783-ban az addigi Tucumán felügyelőséget kettéosztották és megszervezték a Córdoba felügyelőséget. Ennek székhelye Córdoba város volt, területe magában foglalta a mai Córdoba, La Rioja, Mendoza, San Juan, San Luis tartományokat. Córdoba városnak akkor 38 800 lakosa volt.
Argentina függetlenségének kikiáltása után a tartomány nem ismerte el maga fölött Buenos Aires fennhatóságát. Ebből hosszas háború lett a két tartomány között, amelynek tétje egész Argentína vezetése volt. A háborúskodás Córdoba tartomány belső összeomlását okozta, csak 1868-ban stabilizálódott a helyzet.
Córdoba városban 1871-ben csillagvizsgálót építettek, 1873-ban az egyetem fizikai és matematikai fakultással bővült. A vasútépítést követő bevándorlási hullámban gyorsan nőtt Córdoba város és tartomány lakossága. Sok új földet vettek művelésbe, és az ipar is gyorsan nőtt.
1918-ban Córdobából indult ki az egyetemi reformot követelő mozgalom. Hatása kiterjedt egész Dél-Amerikára. A mozgalom fő célkitűzése a tananyag modernizálása és a diákok jogainak biztosítása volt. A követelések többségét elfogadta Amadeo Sabattini kormányzó, aki egész Argentína leghaladóbb kormányzója volt. Polgári jogi és mezőgazdasági reformjai országszerte példává váltak.
A második világháború után sok külföldit és Argentína más vidékeiről származó munkást vonzott Córdoba fejlődő ipara, amelynek a gépkocsi-gyártás volt a motorja. Arturo Frondizi elnöksége idején (1958-1962) majdnem minden autóipari beruházás Córdoba városban és környékén történt.
Az ország más vidékeihez hasonlóan 1955-ben itt is megjelentek a peronista csoportok azután, hogy Juan Perón elnököt puccsal eltávolították hivatalából. A peronisták és más szocialista és anarchista csoportok ellenzékben voltak Argentína harmadik, 1966-ban kezdődő katonai diktatúrája idején. A kormány által kinevezett keményvonalas kormányzó politikája elleni tiltakozás végül 1969 májusában a Cordobazo néven ismert lázadásban robbant ki. Ebben munkások és diákok is részt vettek. Ez a lázadás, meg országszerte a többi hasonló (pl. Rosariazo) aláaknázta  a junta hatalmát. Végül jóval mérsékeltebb katonák váltottak le.
Córdoba tovább virágzott, annak ellenére, hogy a politikai élet nem nyugodott meg: 1973-ban baloldali erőszak volt, 1974-ben jobboldali politikai befolyás, 1976-77-ben a kormány követett el törvénytelenségeket. 1978 és 1981 között a szabadkereskedelmi politika érintette hátrányosan Córdoba jelentős iparát, az 1980-as években hitelválság volt, majd az ezredfordulón elhúzódó pénzügyi válság.

## Közigazgatás
Kormányzók:
- 2003-2011 Juan Schiaretti

### Megyék
1. Calamuchita  (San Agustín)
2. Capital  (Córdoba)
3. Colón  (Jesús María)
4. Cruz del Eje  (Cruz del Eje)
5. General Roca  (Villa Huidobro)
6. General San Martín  (Villa María)
7. Ischilín  (Deán Funes)
8. Juárez Celman  (La Carlota)
9. Marcos Juárez  (Marcos Juárez)
10. Minas  (San Carlos Minas)
11. Pocho  (Salsacate)

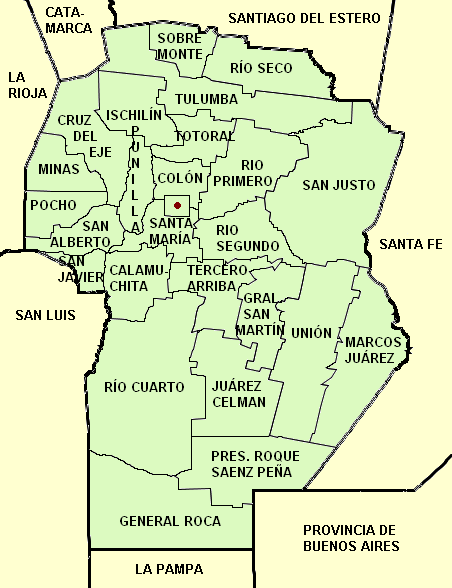
Córdoba tartomány megyéi

12. Presidente Roque Sáenz Peña  (Laboulaye)
13. Punilla  (Cosquín)
14. Río Cuarto  (Río Cuarto)
15. Río Primero  (Santa Rosa de Río Primero)
16. Río Seco  (Villa de María del Río Seco)
17. Río Segundo  (Villa del Rosario)
18. San Alberto  (Villa Cura Brochero)
19. San Javier  (Villa Dolores)
20. San Justo  (San Francisco)
21. Santa María  (Alta Gracia)
22. Sobremonte  (San Francisco del Chañar)
23. Tercero Arriba  (Oliva)
24. Totoral  (Villa del Totoral)
25. Tulumba  (Villa Tulumba)
26. Unión  (Bell Ville)